# Steendiekkanal

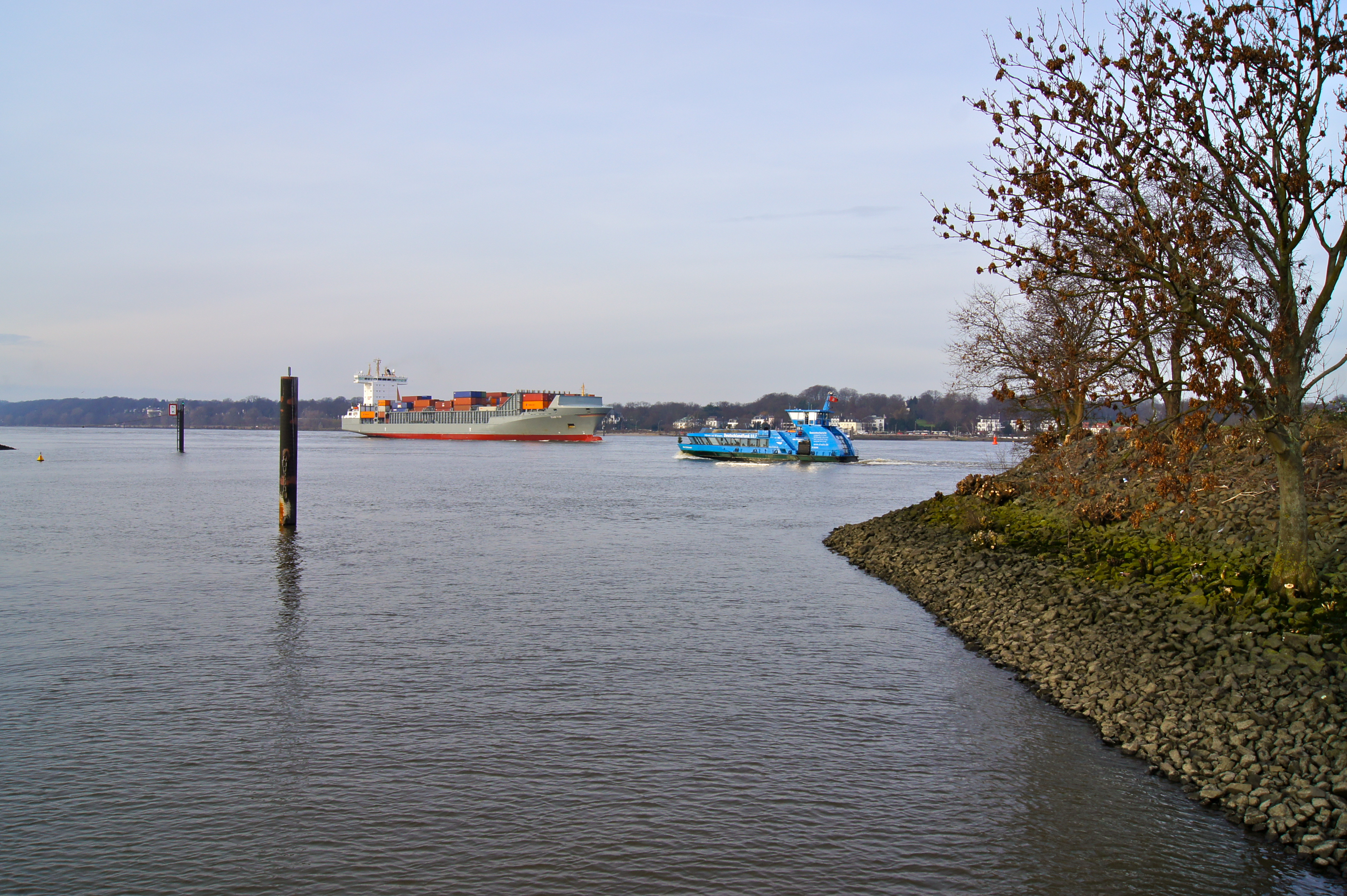
La desembocadura a l'Elba. Un transbordador de la línia 64 de HVV en direcció de la parada Rüschpark creua el portacontenidors “Thetis”

El Steendiekkanal és un canal navegable en atzucac d'uns 600 metres a la riba esquerra de l'Elba al barri de Finkenwerder al port d'Hamburg a Alemanya, que connecta un port esportiu a l'Elba enfront del port de Teufelsbrück. Està sotmès al moviment de la marea.
El canal forma part d'una sèrie de tres canals (els dos altres són el Rüschkanal i el Nesskanal terraplenat per a l'eixample de la fàbrica d'Airbus), excavats des de la fi del segle xix per alçar les terres inundables fora del dic de l'Elba per poder crear un polígon industrial i unes dàrsenes.
El canal serveix de port de descans per vaixells de navegació interior. A la seva punta meridional es troba un petit port esportiu.

## Galeria

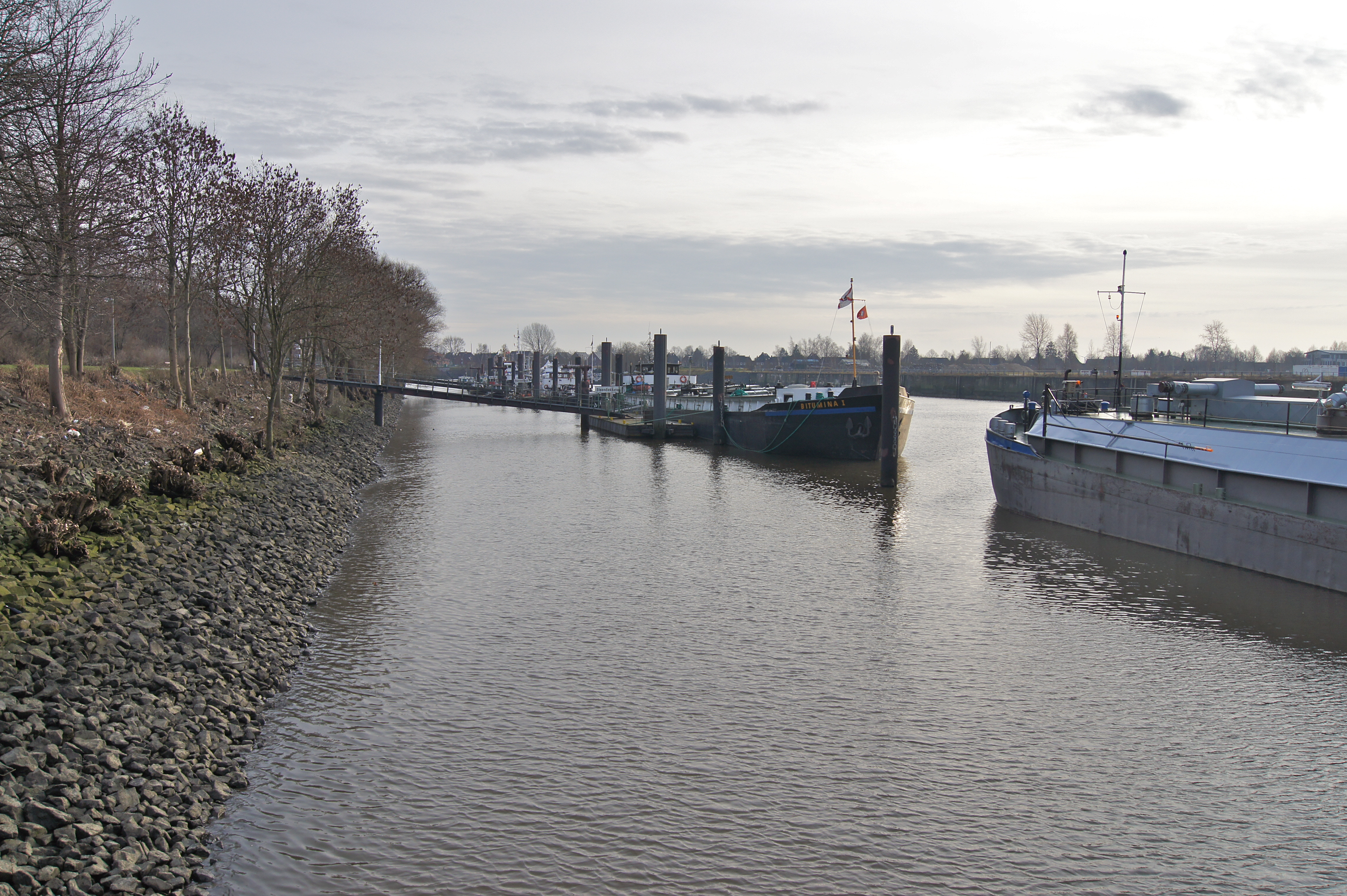
Vaixells de navegació interior
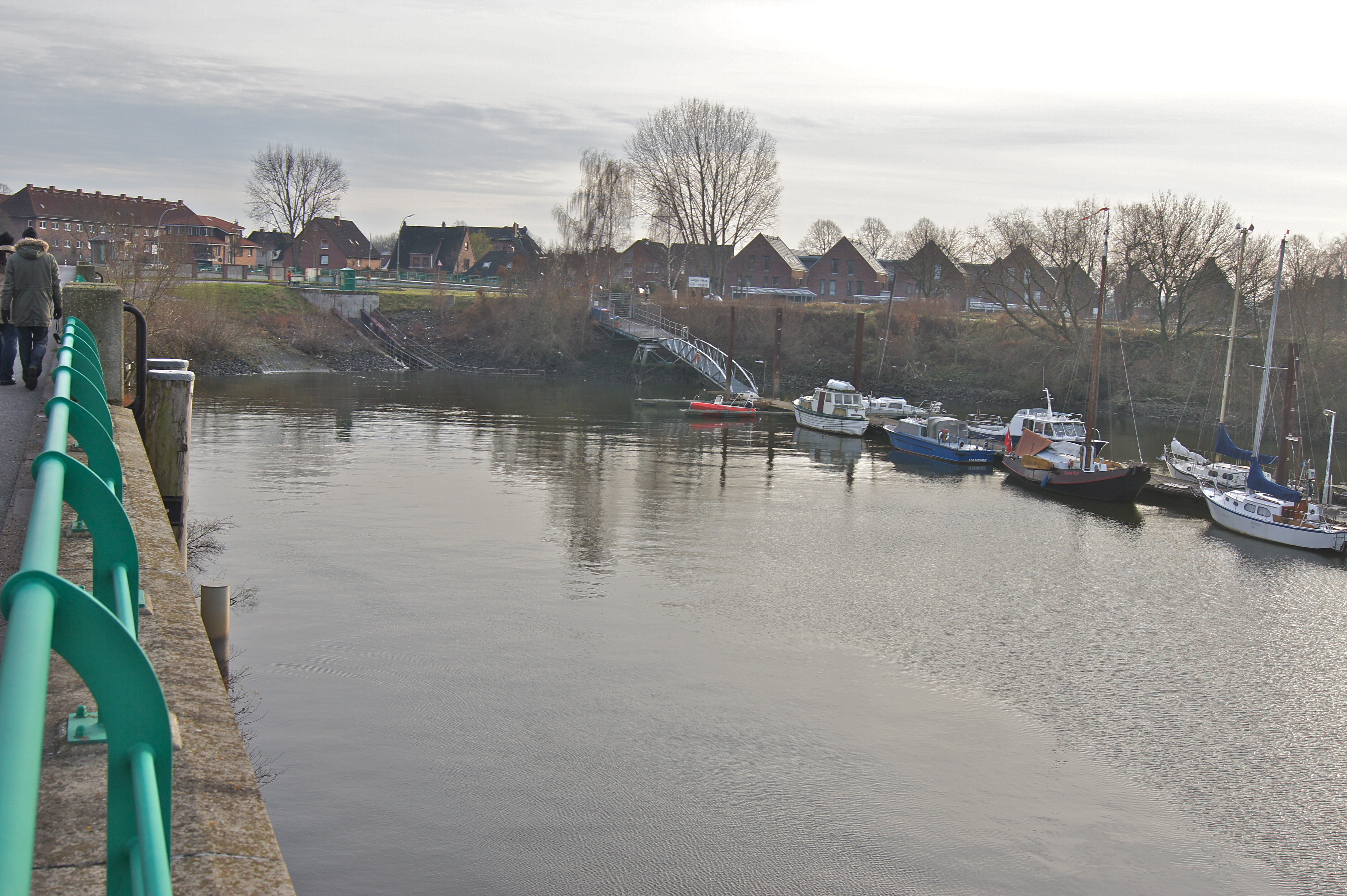
El port esportiu, al segon pla, cases al Norderdeich, el dic a l'Elba abans l'eixample del 1900
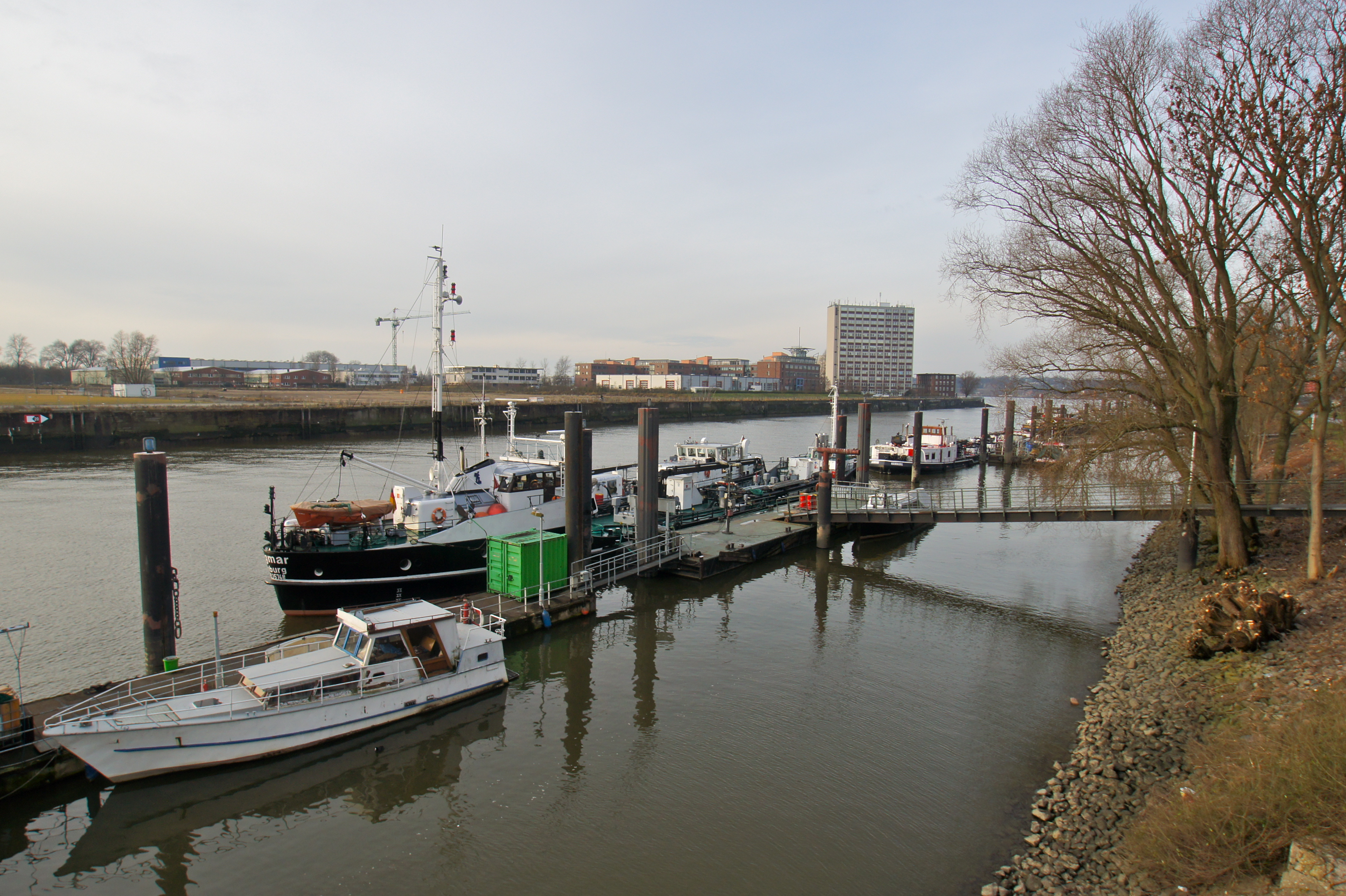
Atracador al marge est
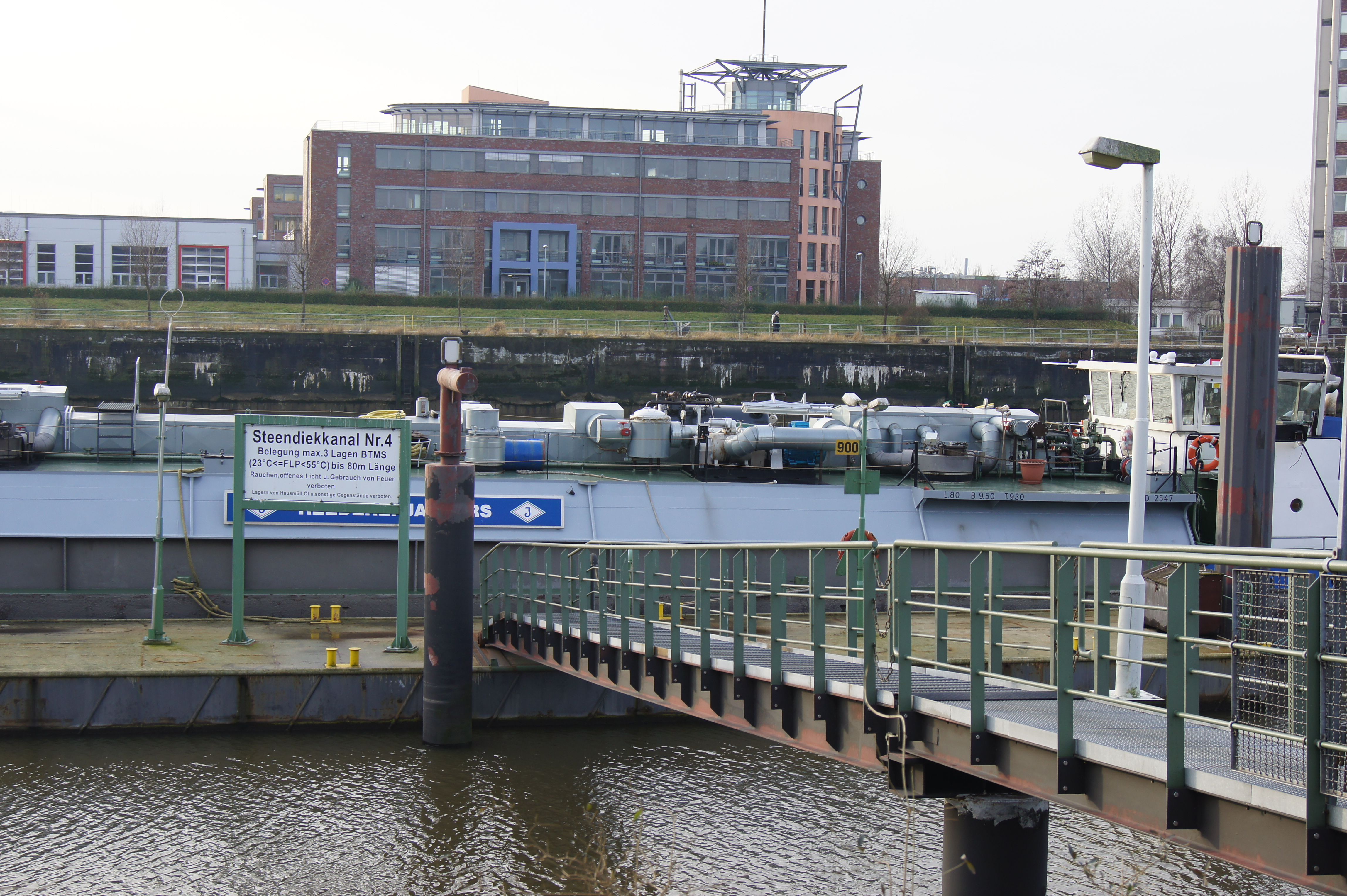
L'atracador n°4 i al segon pla l'hotel a la punta de la península formada pel Rüschkanal, l'Elba i el Steendiekkanal